# Natalie Powell
Natalie Powell (* 16. Oktober 1990 in Builth Wells) ist eine ehemalige britische Judoka, die bei den Weltmeisterschaften 2017 eine Bronzemedaille gewann.

## Sportliche Karriere
Die 1,75 m große Natalie Powell kämpfte bis 2010 im Mittelgewicht (bis 70 Kilogramm) und wechselte dann ins Halbschwergewicht, die Gewichtsklasse bis 78 Kilogramm. 2013 belegte sie den siebten Platz bei den Europameisterschaften. Bei den Commonwealth Games 2014 in Glasgow traf die für Wales antretende Powell im Finale auf die für England kämpfende Gemma Gibbons und gewann. Bei den im Rahmen der Europaspiele 2015 in Baku ausgetragenen Europameisterschaften belegte Powell den fünften Platz. Ein Jahr später bezwang sie bei den Europameisterschaften 2016 in Kasan im Viertelfinale die Slowenin Anamari Velenšek und unterlag im Halbfinale der Niederländerin Guusje Steenhuis. Den Kampf um Bronze gewann sie gegen Gemma Gibbons. Bei den Olympischen Spielen 2016 in Rio de Janeiro gewann Powell ihren ersten Kampf gegen Sarah Mazouz aus Gabun. Nach Niederlagen gegen die Französin Audrey Tcheuméo im Viertelfinale und gegen die Deutsche Luise Malzahn in der Hoffnungsrunde belegte Powell den siebten Platz.
2017 bezwang Powell im Viertelfinale der Europameisterschaften in Warschau die Slowenin Klara Apotekar. Nach ihrer Halbfinalniederlage gegen Guusje Steenhuis gewann sie den Kampf um Bronze gegen die Niederländerin Karen Stevenson. Vier Monate später bei den Weltmeisterschaften 2017 in Budapest unterlag sie im Viertelfinale Ruika Satō, den Kampf um Bronze gewann sie gegen die Niederländerin Marhinde Verkerk. Im Oktober 2017 gewann Powell das Grand-Slam-Turnier in Abu Dhabi, wobei sie im Halbfinale Guusje Steenhuis und im Finale Marhinde Verkerk bezwang. Bei den Europameisterschaften 2018 in Tel Aviv siegte Powell im Viertelfinale über die Deutsche Anna-Maria Wagner und verlor im Halbfinale gegen die Französin Madeleine Malonga. Mit ihrem Sieg über die Portugiesin Yahima Ramirez gewann Powell zum dritten Mal in Folge eine Bronzemedaille bei Europameisterschaften. Fünf Monate später schied sie bei den Weltmeisterschaften in Baku im Achtelfinale gegen Klara Apotekar aus. 2019 belegte Powell sowohl bei den Europameisterschaften in Minsk als auch bei den Weltmeisterschaften in Tokio den siebten Platz. Bei den Olympischen Spielen in Tokio schied Powell im Achtelfinale gegen die Südkoreanerin Yoon Hyun-ji aus.
2022 belegte Powell den siebten Platz bei den Europameisterschaften in Sofia. Bei den Commonwealth Games in Birmingham unterlag sie im Finale der Engländerin Emma Reid. 2024 verkündete Powell ihren Rücktritt vom aktiven Leistungssport.

## Privates
Seit 2018 ist die niederländische Judoka Sanne van Dijke ihre Lebensgefährtin.